# پایگاه هواپیمای شناور (دریایی) ویل راجرز-وایلی پست مموری-ال
پایگاه هواپیمای شناور (دریایی) ویل راجرز-وایلی پست مموریـال (به انگلیسی: Will Rogers – Wiley Post Memorial Seaplane Base)  یک فرودگاه همگانی  با کد یاتا W36 است . این فرودگاه در  کشور ایالات متحده آمریکا قرار دارد و در ارتفاع ۴٫۲ متری از سطح دریا واقع شده است.

## نگارخانه

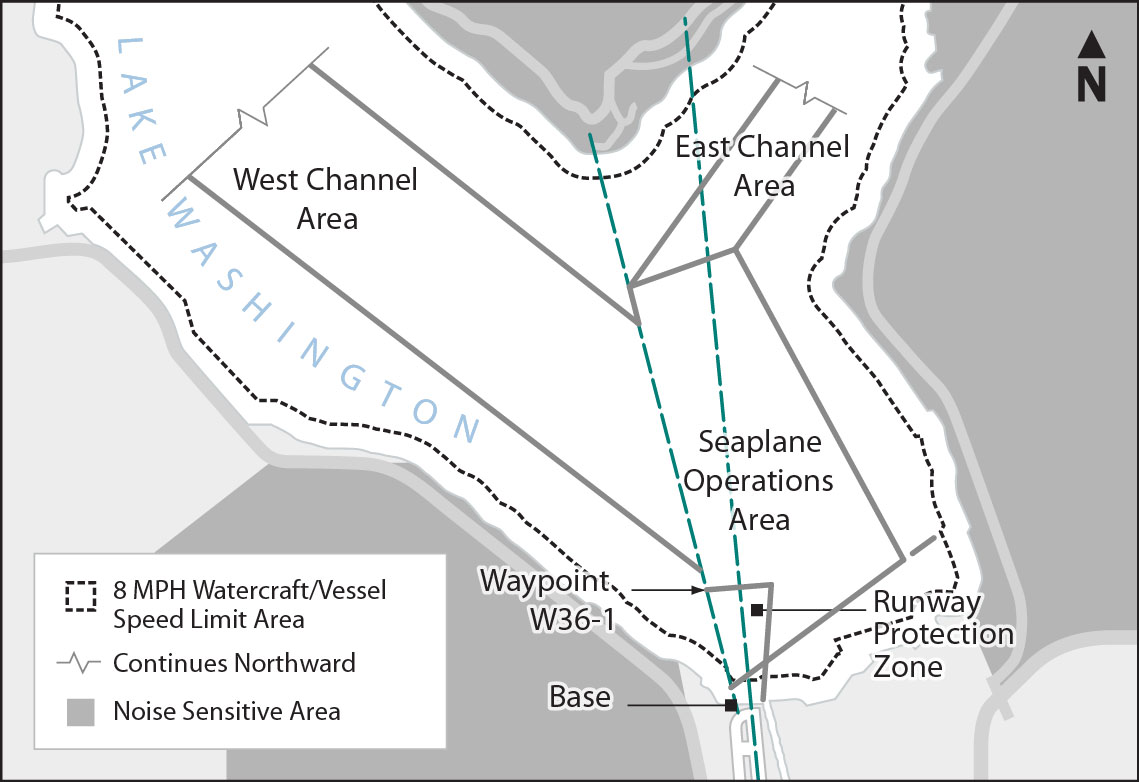
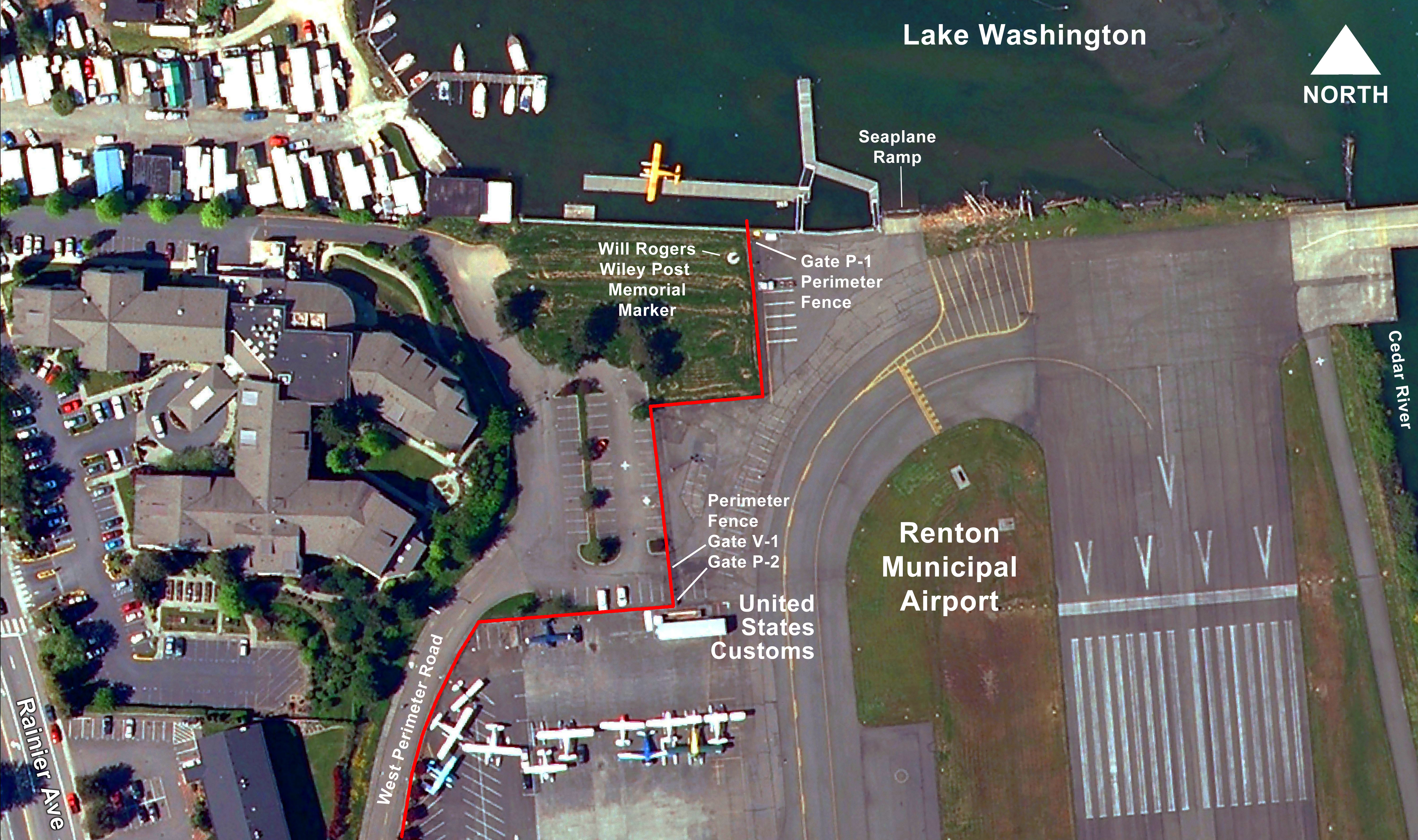
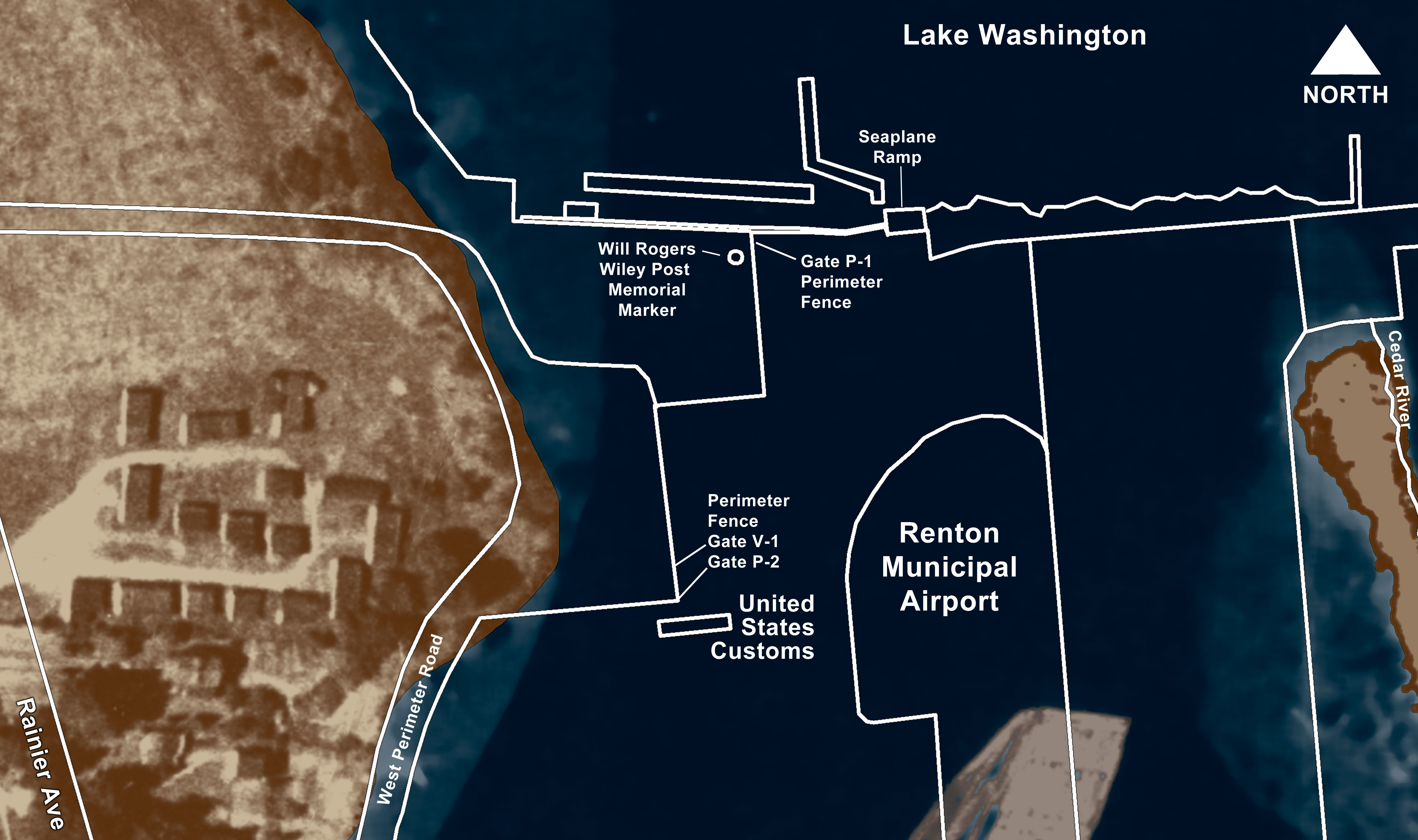
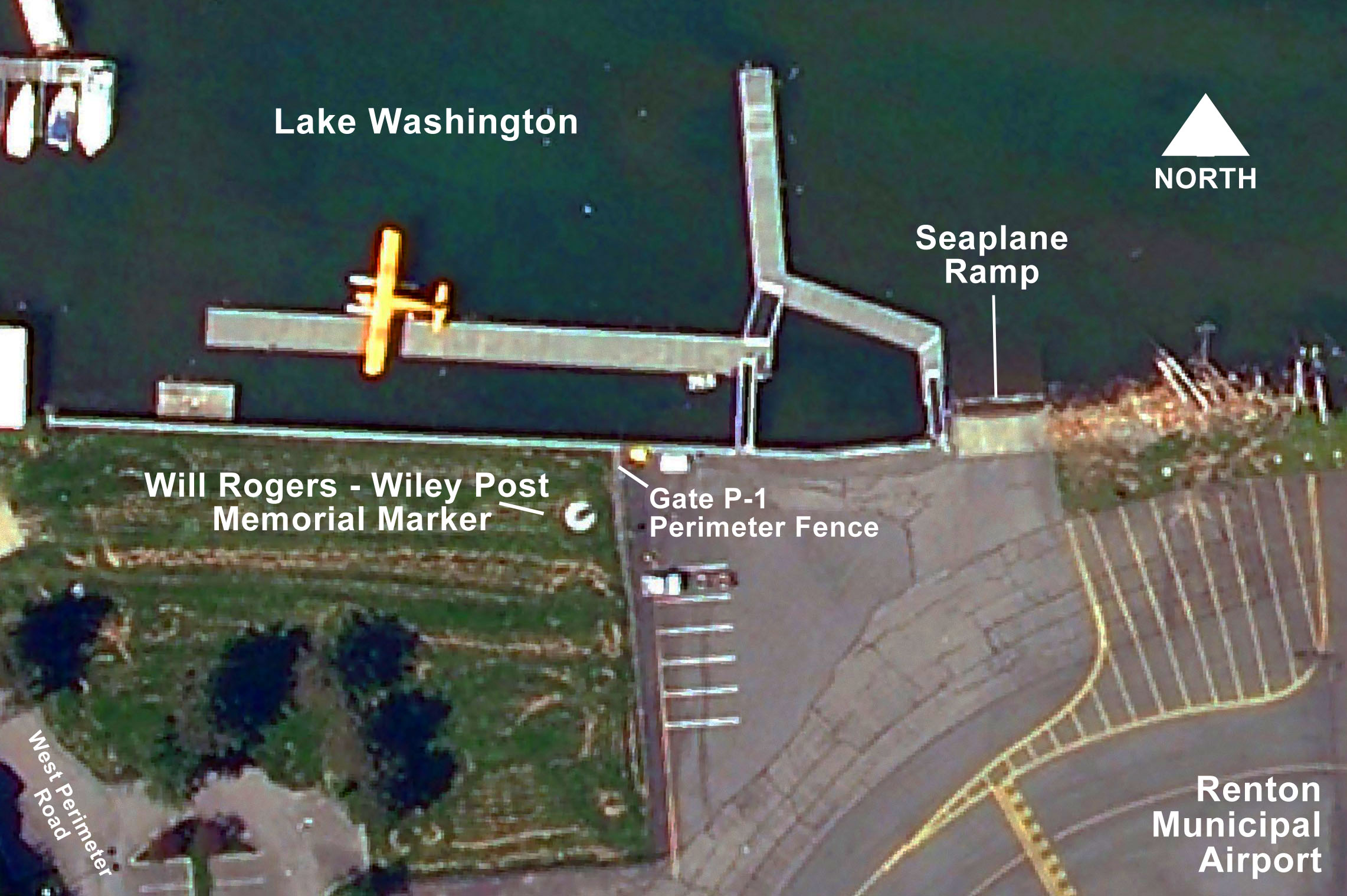
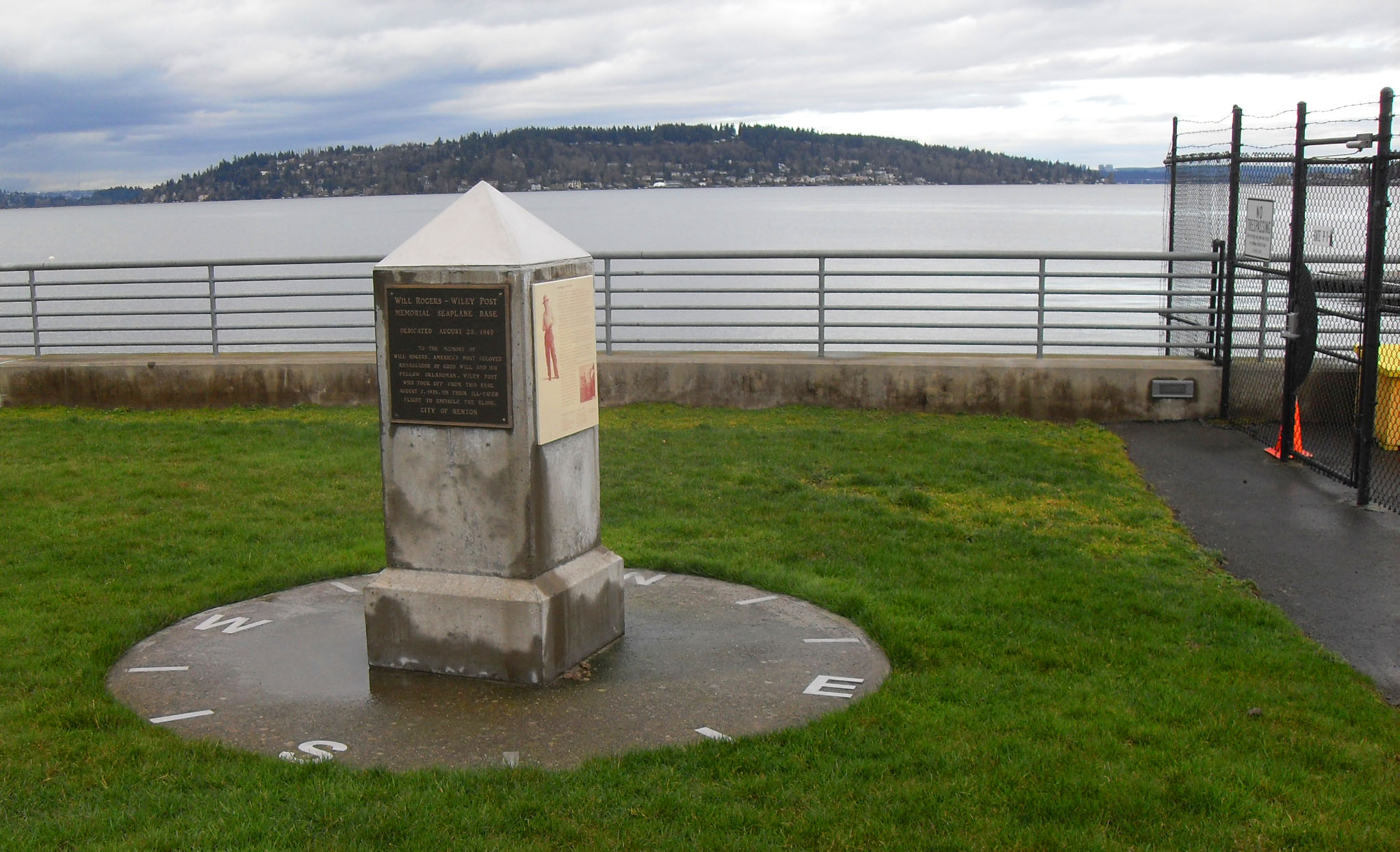
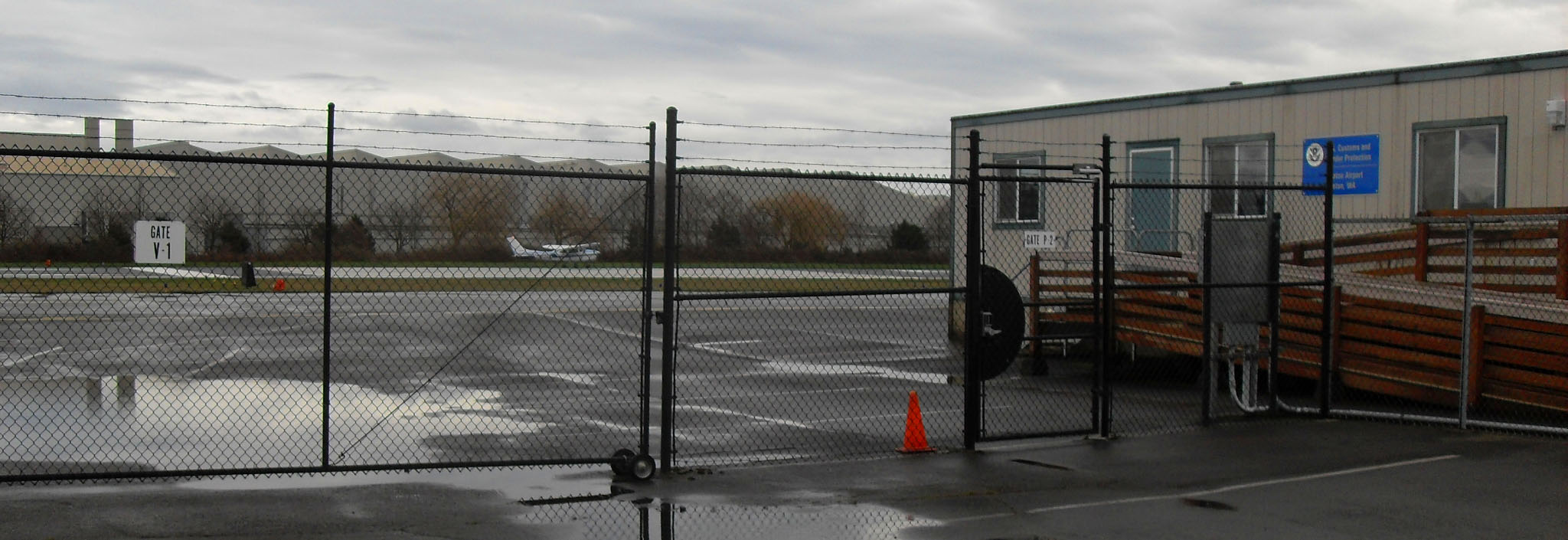